# Étoile à émission OH/IR

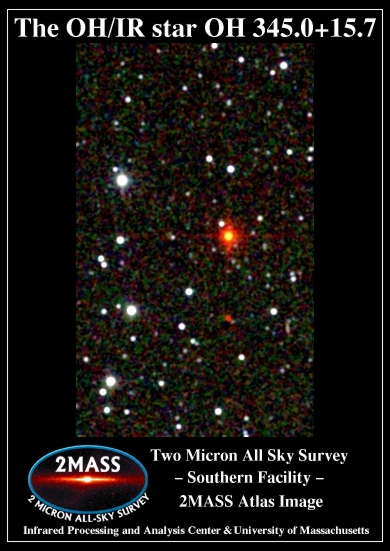
Poster à propos d'une étoile OH/IR

Une étoile à émission OH/IR est une étoile de la branche asymptotique des géantes (AGB = asymptotic giant branch) qui présente une forte émission maser OH et est inhabituellement brillante aux longueurs d'onde du proche-infrarouge.
Dans les stades très tardifs de l'évolution AGB, une étoile développe une super-vent avec une perte de masse extrême. Le gaz du vent stellaire se condense en s'éloignant de l'étoile, formant des molécules telles que l'eau (H2O) et le monoxyde de silicium (SiO). Ils peuvent former des grains de poussières, principalement des silicates, qui obscurcissent l'étoile aux longueurs d'onde plus courtes, donnant une forte source infrarouge. Les radicaux hydroxyles (OH) peuvent être produits par photodissociation ou par dissociation collisionnelle.
H2O et OH peuvent être tous deux pompés pour produire une émission maser. Les masers OH en particulier peuvent donner lieu à une puissante émission maser à 1 612 MHz et ceci est considéré comme une caractéristique définissant les étoiles OH/IR. Beaucoup d'autres étoiles AGB telles que les variables de type Mira possèdent des masers OH plus faibles à d'autres longueurs d'onde, telles que 1 667 MHz ou 22 MHz.